# Melopyrrha portoricensis
El semillero puertorriqueño o comeñame (Melopyrrha portoricensis), también denominado comeñame puertorriqueño, capacho o carpacho, es una especie de ave paseriforme de la familia Thraupidae, perteneciente al género Melopyrrha, anteriormente colocada en el género Loxigilla. Es nativo del archipiélago de Puerto Rico, en el Caribe.

## Distribución y hábitat
Es endémica de Puerto Rico. Su hábitat natural son los bosques densos a lo largo de la isla, excepto en el extremo este.

## Estado de conservación
El semillero puerorriqueño ha sido calificado como vulnerable por la Unión Internacional para la Conservación de la Naturaleza (IUCN) debido a ser una especie endémica, que ocupa un área pequeña e restringida, cuya población, estimada entre 60 000 y 100 000 individuos maduros, área y cantidad de locales se encuentran en continua decadencia. 

## Descripción
El semillero puertorriqueño mide de 17 a 19 cm de longitud y pesa unos 32 g. Tiene plumas negras con zonas rojas alrededor de los ojos, en la zona de la garganta, y bajo la base de la cola. 
Se alimenta de semillas, frutos, insectos y arañas. Construye un nido esférico, con una entrada en la lateral. Por lo general la puesta consiste en tres huevos de color verde claro.

## Sistemática

### Descripción original
La especie M. portoricensis fue descrita por primera vez por el naturalista francés François Marie Daudin en 1800 bajo el nombre científico Loxia portoricensis; su localidad tipo es: «Puerto Rico».

### Etimología
El nombre genérico femenino Melopyrrha es una combinación de la palabra griega «melas»: ‘negro’; y del género Pyrrhula, los camachuelos del Viejo Mundo; y el nombre de la especie «portoricensis» se refiere a la localidad tipo, Puerto Rico.

### Taxonomía
Los amplios estudios filogenéticos realizados por Burns et al. (2014), mostraron que el género Loxigilla era polifilético, con Loxigilla noctis y L. barbadensis formando un clado fuertemente soportado, separado en el árbol filogenético de otro clado bien caracterizado, formado por las entonces denominadas L. portoricensis y L. violacea, y Melopyrrha nigra. Sobre esta base, Burns et al. (2014) recomendaron la inclusión de portoricensis y violacea en  Melopyrrha, y la retención de noctis y barbadensis en Loxigilla. Sin embargo, después de revisar la literatura taxonómica, Burns et al. (2016) recomendaron usar el género Pyrrhulagra Bonaparte, 1850 para L. portoricensis, L. violacea y Melopyrrha nigra, que tendría prioridad sobre Melopyrrha, propuesto por el mismo Bonaparte en 1853. Esta tesis fue seguida por Aves del Mundo (HBW) y Birdlife International (BLI) en 2016, ´pero abandonada en 2022. En el análisis de la Propuesta 2018-C-11 al Comité de Clasificación de Norte y Mesoamérica (N&MACC) se destacó que la especie tipo designada por Bonaparte para el género Pyrrhulagra es Fringilla noctis, el protónimo de Loxigilla noctis, lo que convierte a Pyrrhulagra en un sinónimo posterior de Loxigilla.

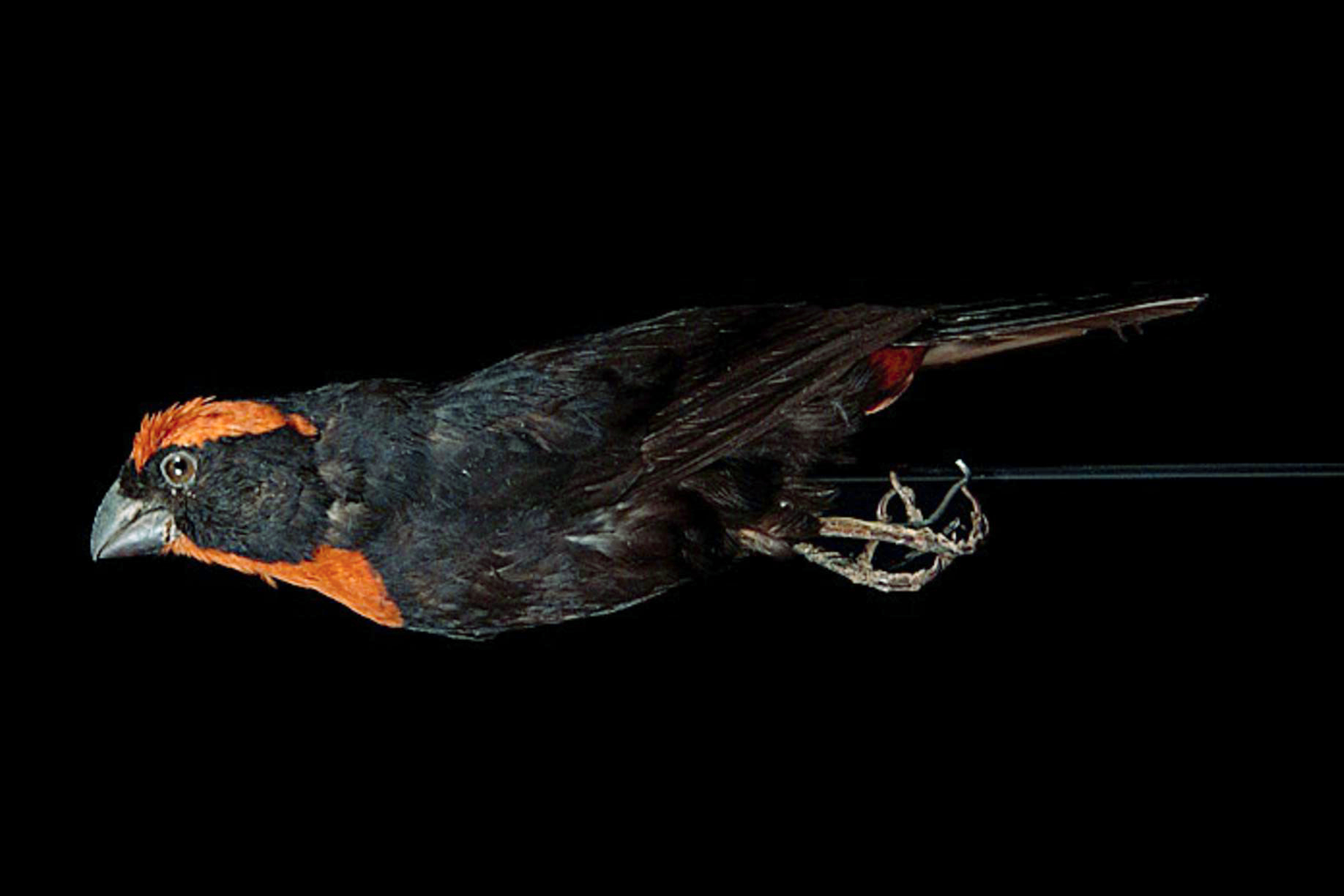
Foto de un espécimen de M. p. grandis, Naturalis Biodiversity Center.

La subespecie M. portoricensis grandis, endémica de la isla de San Cristóbal, que nos es avistada desde los años 1920' y considerada extinta por muchos, es considerada como una especie separada de M. portoricensis: el semillero de Saint Kitts Melopyrrha grandis, con base en notables diferencias morfológicas presentadas por Garrido y Wiley (2003); el Comité de Clasificación de Norte y Mesoamérica (N&MACC) aprobó la elevación a especie plena en la Propuesta 2021-C-13, separación que fue seguida por el Congreso Ornitológico Internacional (IOC) y Clements checklist/eBird.